# Deporte en Francia

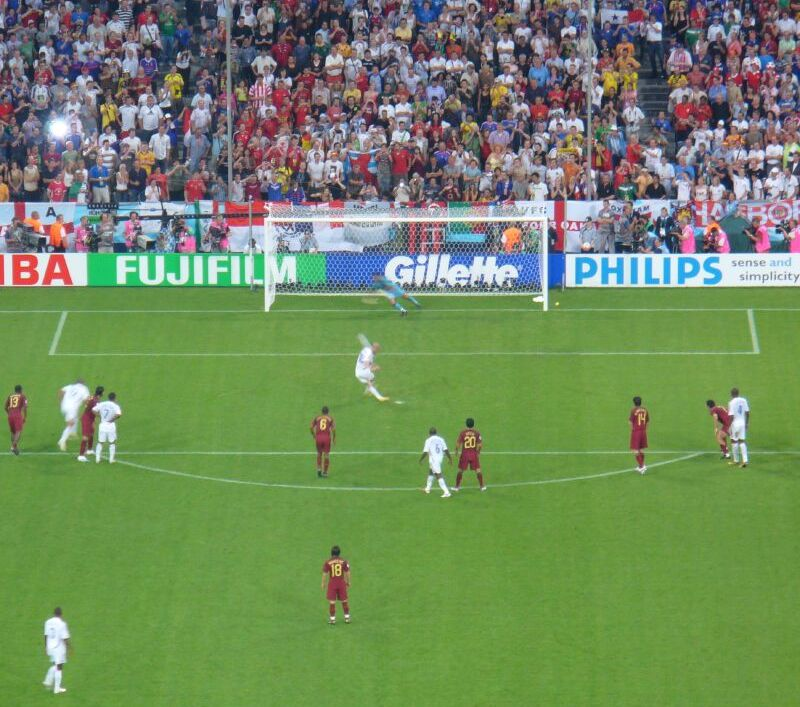
Zinedine Zidane pateando un penal en la semifinal de la Copa del Mundo del Fútbol de 2006, Francia-Portugal.

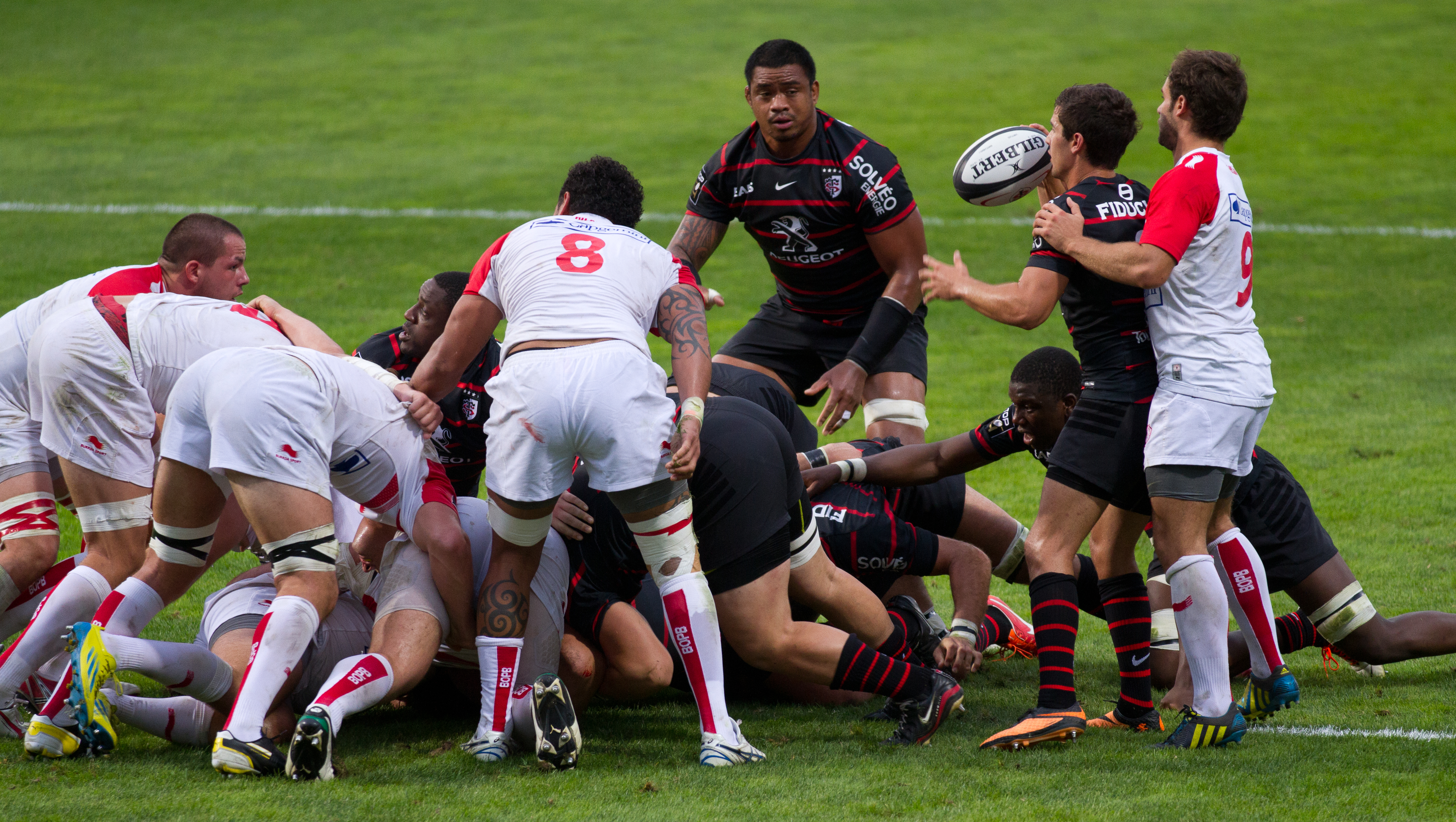
Partido del Top 14 entre Toulouse y Biarritz.

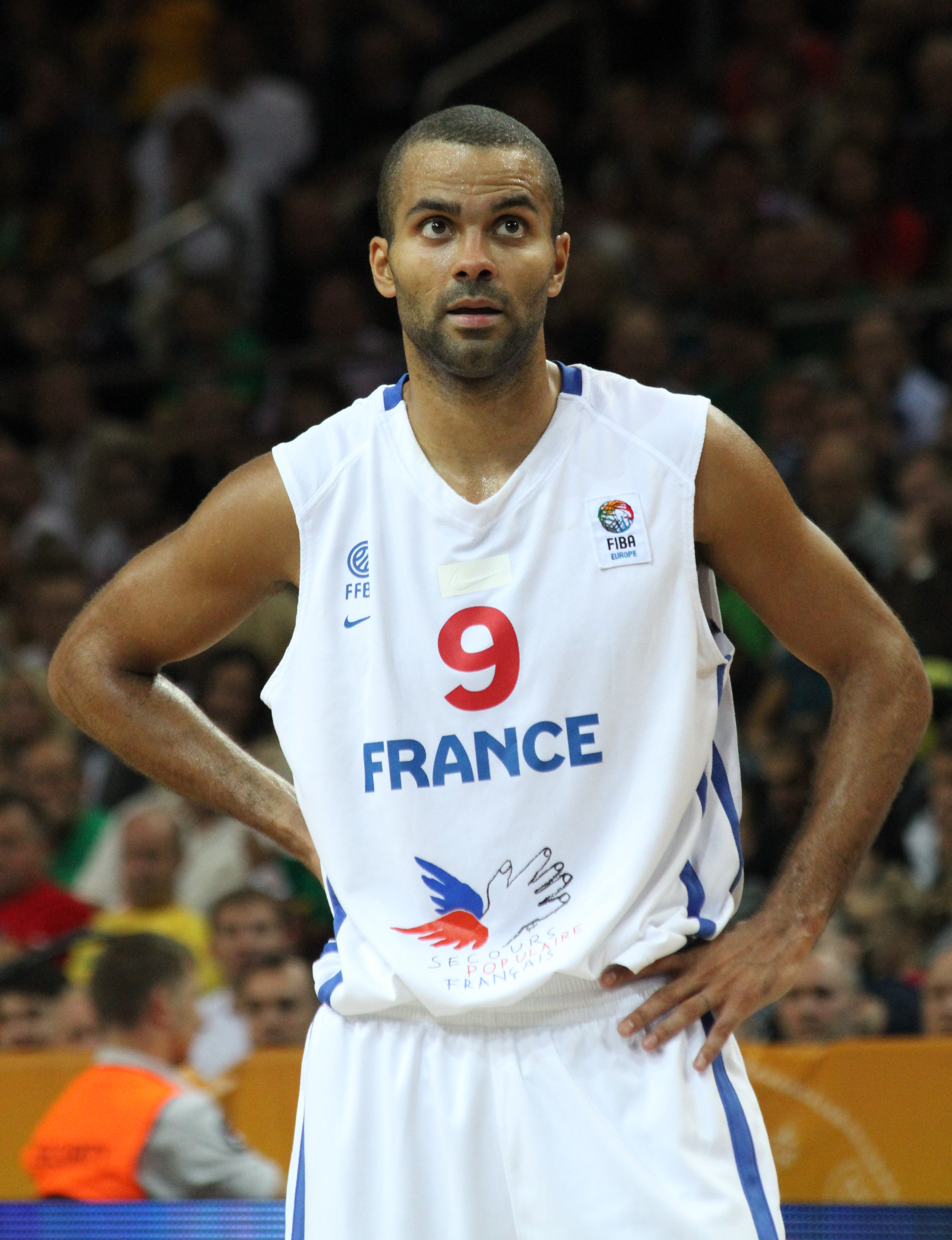
Tony Parker en el Eurobasket 2011.

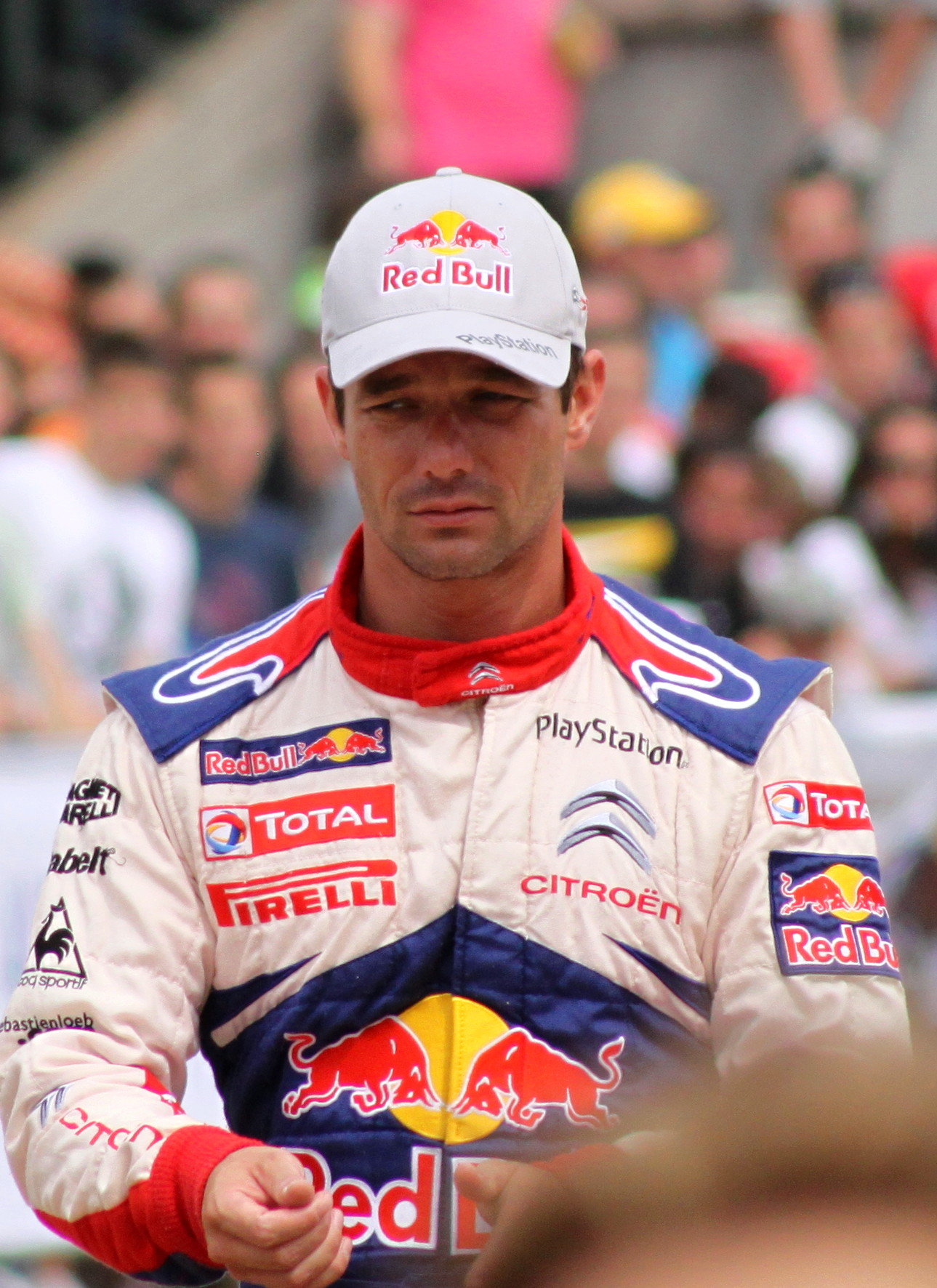
Sebastien Loeb en el Rally de Bulgaria 2010.

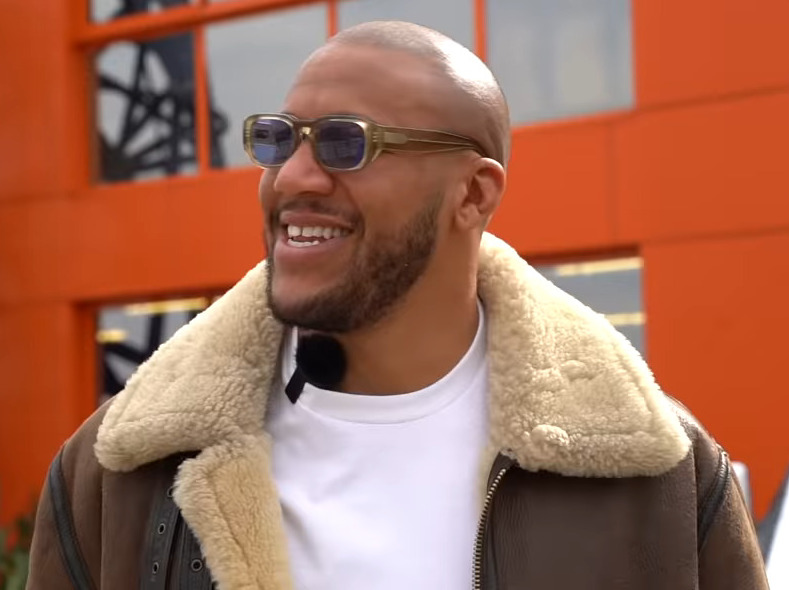
Ciryl Gane visitando el centro de formación de MHSC.

El deporte en Francia juega un papel importante en la sociedad francesa, y el país tiene una exitosa historia deportiva. El más popular en toda Francia es el fútbol.

## Historia
Políticas de democratización del deporte son desarrolladas bajo el Frente Popular (1936-1938). Nombrado en 1936 el primer Secretario de Estado para la organización del ocio y de los deportes, Léo Lagrange hizo construir centenares de piscinas y de estadios públicos con el objetivo de «permitir a las masas de la juventud francesa encontrar en la práctica de los deportes la alegría y la salud».

## Deportes

### Artes marciales mixtas
En Francia, sigue habiendo oposición política a las artes marciales mixtas (MMA) y la competiciones estuvieron prohibidas en 2020. Todos los combates en suelo francés registrados se celebraron de hecho bajo las reglas de Pancrase y otras variantes (pankration, pempo, pankido), que no implicaban golpes en el suelo, ya que era ilegal en el país. El 24 de junio de 2019, Roxana Maracineanu, la ministra de deportes, anunció la legalización de las MMA a partir del 1 de enero de 2020. El 8 de octubre de 2020, el primer evento regulado oficialmente, denominado Mixed Martial Arts Grand Prix, se llevó a cabo en Vitry-sur-Seine.
Pese a lo antes mencionado, Francia ha sido otro país que ha exportado cantidad de peleadores a promotoras extranjeras, destacando casos como el de Ciryl Gane (primer y único francés que ha sido campeón mundial en la Ultimate Fighting Championship), Antoine Hidrio (único peleador europeo en obtener un campeonato mundial en Ultimate Warrior Challenge México) o Benoît Saint Denis (campeón mundial en BRAVE FC). Otros franceses reconocidos en MMA son Taylor Lapilus, Farès Ziam y Cédric Doumbé.
ARES Fighting Championship (ARES FC) es la máxima promotora de MMA en el país y una de las de mayor crecimiento en el continente europeo, y la Federation Francaise de Boxe es el organismo rector en IMMAF.

### Automovilismo
Solo un piloto francés se coronó campeón mundial de Fórmula 1, fue Alain Prost en cuatro oportunidades (1985, 1986, 1989, y 1993), quien además se ubica tercero por el número de victorias, con 51. En tanto, Didier Pironi fue subcampeón en 1982, François Cevert fue tercero en 1971 y René Arnoux en 1983, y Maurice Trintignant, Jean Behra, Jacques Laffite, Patrick Depailler, Patrick Tambay, Jean Alesi, Pierre Gasly y Esteban Ocon resultaron cuartos, logrando victorias excepto Behra.
Francia fue parte del calendario de la Fórmula 1 con el Gran Premio de Francia entre 1950 y 1954, y entre 1956 y 2008.
En las carreras de resistencia, Francia es la anfitriona de las 24 Horas de Le Mans, la carrera más prestigiosa en dicha disciplina, que se celebra anualmente desde 1923. Allí triunfaron los pilotos franceses Henri Pescarolo, Yannick Dalmas, Gérard Larrousse, Benoît Tréluyer y Loïc Duval entre otros. Otros pilotos destacados en resistencia han sido Bob Wollek, Jean-Pierre Jarier, Jean-Louis Schlesser, Stéphane Sarrazin y Romain Dumas. Por su parte, Laurent Aïello e Yvan Muller han sido multicampeones en competiciones de turismos.
Cuatro pilotos franceses ganaron las 500 Millas de Indianápolis: Jules Goux, René Thomas, Gaston Chevrolet y Simon Pagenaud. Este último también fue campeón de la IndyCar Series, mientras que Sébastien Bourdais ganó cuatro títulos de la Champ Car en forma consecutiva.
Además de la Fórmula 1 y el Campeonato Mundial de Resistencia, otros campeonatos internacionales de automovilismo se han corrido en Francia, entre ellos la BPR Global GT Series, el Campeonato FIA GT, el Campeonato de la FIA de Sport Prototipos, la Le Mans Series, el Campeonato Mundial de Turismos y el Deutsche Tourenwagen Masters.
El piloto de rally más exitoso en la historia es el francés Sébastien Loeb, con un nueve títulos de pilotos y 78 victorias en rallies en el Campeonato Mundial de Rally; estos números son récords en la categoría. Sebastian Ogier y Didier Auriol también fueron campeones del mundo, una vez cada uno.
El Rally de Montecarlo, la carrera más prestigiosa de la especialidad, se realiza casi en su totalidad en Francia. Francia albergó otras dos citas del Campeonato Mundial de Rally: el Tour de Córcega (1973-2008) y el Rally de Alsacia (2010-presente).
Entre tanto, en el Rally Dakar han triunfado varias veces Stéphane Peterhansel, Jean-Louis Schlesser, René Metge y Pierre Lartigue.
Los equipos Citroën, Ligier, Matra, Peugeot y Renault han obtenido múltiples victorias en la Fórmula 1, el Campeonato Mundial de Resistencia y el Campeonato Mundial de Rallies.

### Balonmano
La selección masculina de balonmano es uno de los conjuntos más exitosos de ese deporte, con seis Campeonatos Mundiales, cuatro Campeonatos Europeos y tres medallas de oro en los Juegos Olímpicos.
En tanto, la Selección femenina de balonmano ha destacado a partir de la década de 1990. Ha conquistado el Campeonato Mundial de 2003, 2017 y 2023, mientras que ha logrado el segundo puesto en 1999, 2009, 2011 y 2021.
La Liga de Francia de Balonmano y la Liga de Francia de balonmano femenino se disputan desde 1952. Montpellier ganó la Liga de Campeones de la EHF dos veces.

### Baloncesto
La selección de baloncesto de Francia logró ganar el Eurobasket en 2013, y resultó subcampeón en 1949 y 2011 y tercero en 1937, 1951, 1953, 1959 y 2005. También logró dos medallas de plata en los Juegos Olímpicos (1948 y 2000). Sin embargo, en el Campeonato Mundial de Baloncesto, logró como mejor resultado un cuarto puesto en 1954.
En cuanto a clubes, ASVEL Lyon-Villeurbanne, CSP Limoges y ÉB Pau-Orthez son los equipos más exitosos de la Liga Nacional de Baloncesto de Francia. Limoges es el único equipo francés que ganó la Euroliga; lo hizo en la temporada 1992–1993.
En cuanto a la selección femenina francesa, ganó el EuroBasket Femenino en 2001 y 2009, fue subcampeona en 1970, 1993, 1999 y 2013, y tercera en 2011. Además, lograron la medalla de plata en los Juegos Olímpicos 2012 y resultaron terceras en el Campeonato Mundial de Baloncesto Femenino de 1953.
Numerosos franceses han jugado en la NBA estadounidense, destacando Tony Parker, Nicolas Batum, Boris Diaw, Ian Mahinmi, Johan Petro, Mickaël Piétrus, Ronny Turiaf y Victor Wembanyama.

### Ciclismo
El Tour de Francia es la carrera de ciclismo más prestigiosa del mundo, y la más antigua de las Grandes Vueltas. Forma parte del calendario del UCI World Tour, junto con la París-Roubaix (uno de los cinco monumentos del ciclismo), la París-Niza, el Critérium del Dauphiné y el Gran Premio de Plouay. Francia es sede de numerosas carreras de ruta del UCI Europe Tour, entre ellas la París-Tours, el Gran Premio de Fourmies, el Tour de Vendée, el Critérium Internacional y los Cuatro Días de Dunkerque. El principal certamen nacional de Francia es la Copa de Francia de Ciclismo.
Algunos de los ciclistas franceses más exitosos han sido Bernard Hinault (victoria de diez Grandes vueltas y cinco monumentos), Jacques Anquetil (ocho Grandes Vueltas y un monumento), Louison Bobet (tres Grandes Vueltas y cuatro monumentos), Laurent Fignon (tres Grandes Vueltas y dos monumentos), Henri Pélissier (seis monumentos) y Octave Lapize (una Vuelta y tres París-Roubaix).
También destacan en el ciclismo en pista, modalidad en la que han conseguido varios campeonatos del mundo.
En ciclismo femenino destacó la figura de Jeannie Longo, que en la década de 1990 dominó las pruebas en ruta y contrarreloj (con 9 Campeonatos Mundiales y 3 Tours en su haber).

### Fútbol
La selección de fútbol de Francia ganó la Copa Mundial de la FIFA en 1998, donde fueron anfitriones y también en 2018; tuvo buenos resultados en otras ediciones: resultó subcampeona en 2006 y 2022, tercera en 1958 y 1986, y cuarta en 1982, y campeona en 2018. También es una de las nueve selecciones que han ganado la Eurocopa (1984 y 2000). Francia también fue el campeón olímpico en 1984.
La Ligue 1 es la liga de élite del fútbol francés y sirve como la primera división del sistema de la liga francesa de fútbol. Los clubes más exitoso son el AS Saint-Étienne con 10 campeonatos (el último en 1981), seguido por el campeón de 2010, el Olympique de Marseille, con 9 títulos y el FC Nantes, con 8 títulos.
Dos clubes franceses, el Olympique de Marsella y el Paris Saint Germain han ganado la Liga de Campeones de la UEFA, en 1993 y 2025 respectivamente. Stade de Reims, Saint-Étienne, y el AS Mónaco han sido subcampeones de la competición. Por otro lado, el SC Bastia, el FC Girondins de Bordeaux y el Olympique de Marsella también han sido subcampeones de la Liga Europea de la UEFA.
Algunos de los futbolistas franceses más destacados han sido el arquero Fabien Barthez, los defensas Lilian Thuram y Laurent Blanc, los mediocampistas Didier Deschamps, Michel Platini, Zinedine Zidane y Franck Ribéry, y los delanteros Raymond Kopa, Just Fontaine, Jean-Pierre Papin, Éric Cantona, Thierry Henry, André-Pierre Gignac, David Trezeguet, Antoine Griezmann y Kylian Mbappé.

### Golf
El Abierto de Francia de Golf es el principal torneo de golf masculino del país y el más antiguo de Europa sin contar las islas británicas. El único francés en ganar un torneo mayor fue Arnaud Mass en el Abierto Británico de 1907. Por su parte, tres franceses han disputado la Copa Ryder con la selección europea: Jean Van de Velde, Thomas Levet y Victor Dubuisson.
Por su parte, el Campeonato Evian es catalogado como un torneo mayor de golf femenino desde 2013. Simone Thion de La Chaume fue la primera extranjera en ganar el Abierto Británico Amateur Femenino en 1927. En tanto, Catherine Lacoste ganó el Abierto de Estados Unidos de 1945. Por su parte, en la Copa Solheim han participado seis francesas: Marie-Laure de Lorenzi, Patricia Meunier-Lebouc, Karine Icher, Ludivine Kreutz, Gwladys Nocera y Céline Boutier.

### Motociclismo
El Gran Premio de Francia de Motociclismo, disputado desde 1920, es puntuable para el Campeonato Mundial de Motociclismo desde 1950. Dos de las carreras de motociclismo de resistencia se realizan en Francia: el Bol d'Or desde 1922, y las 24 Horas de Le Mans de Motociclismo desde 1978. El Campeonato Mundial de Superbikes también disputa carreras en Francia.
Los pilotos franceses de motociclismo de velocidad más destacados en la historia han sido Christian Sarron, Raymond Roche, Régis Laconi y Sylvain Guintoli. En tanto, Stéphane Peterhansel, Cyril Despres, Cyril Neveu y Richard Sainct han logrado múltiples victorias en el Rally Dakar.

### Rugby
La selección de rugby de Francia ha sido subcampeona del mundo en tres ocasiones (1987, 1999, 2011), y resultó tercera en 1995, y cuarta en 2003 y 2007. Mientras, en el Torneo de las Seis Naciones resultaron campeones en 17 ocasiones.
El Top 14, fundado en 1892, es la liga más importante de Francia, donde han triunfado equipos como el Stade Toulousain, Stade Français y AS Béziers, entre otros. Aparte, en la Copa de Campeones Europea, Stade Toulousain fue campeón en seis ocasiones, Toulon tres veces y Brive en una ocasión.
Por otra parte, la selección de rugby 7 de Francia ha disputado la Serie Mundial de Rugby 7 desde 1999, triunfando en el Seven de París.
El rugby 13 también es popular en el sureste de Francia. Sin embargo, el régimen de Vichy estableció una prohibición durante la Segunda Guerra Mundial, lo que impidió su desarrollo.

### Tenis
El Torneo de Roland Garros es uno de los cuatro eventos de tenis del Grand Slam. El Masters de París y el Masters de Monte Carlo son torneos ATP Masters 1000 que también atraen a los principales jugadores del mundo. El país cuenta con cuatro torneos ATP 250: Marsella, Niza, Metz y Montpellier. La segunda competición femenina más prestigiosa del país es el Torneo de Estrasburgo.
Algunos de los tenistas franceses más destacados han sido Pierre Darmon, Henri Cochet, Guy Forget, Sébastien Grosjean, Henri Leconte, Yannick Noah, Cédric Pioline, Marion Bartoli, Jo-Wilfried Tsonga, Gilles Simon, Gaël Monfils, Richard Gasquet, Mary Pierce y Amélie Mauresmo.
Francia ha logrado diez títulos en la Copa Davis y tres en la Fed Cup.

## Juegos Olímpicos
El país fundó su comité olímpico en 1894 y ha sido representado en todas las ediciones de los Juegos Olímpicos. Ha logrado 202 medallas de oro en los juegos de invierno y 31 en los juegos de verano, lo que lo coloca cuarto y 14.º en el medallero histórico. En las ediciones más recientes, la delegación se colocó séptima en el medallero de Londres 2012 y décima en el Sochi 2014. Francia se ubica en el primer puesto en el medallero histórico de ciclismo y croquet, segundo en esgrima y judo, tercero en equitación, tenis y snowboard, cuarto en tiro con arco y esquí alpino, y quinto en vela, biatlón y levantamiento de pesas.
París fue sede de los juegos de verano de 1900 y 1924. En tanto, Francia albergó tres ediciones de los juegos de invierno Chamonix 1924, Grenoble 1968 y Albertville 1992.

## Selecciones nacionales
- Selección de baloncesto de Francia
- Selección femenina de baloncesto de Francia
- Selección de balonmano de Francia
- Selección femenina de balonmano de Francia
- Selección de béisbol de Francia
- Selección de fútbol de Francia
- Selección femenina de fútbol de Francia
- Selección de polo de Francia
- Selección de rugby de Francia
- Selección de voleibol de Francia
- Equipo de Copa Davis de Francia

## Televisión
Las cadenas de televisión abierta France 2 y TF1 han emitido numerosas competiciones deportivas durante décadas.
En 1988, Screensport lanzó el canal pago TV Sport, que luego pasó a ser propiedad de Canal+. En 1989 se lanzó el canal paneuropeo Eurosport, que pocos años después fue absorbido por TF1. Screensport y Eurosport se fusionaron en 1993, por lo que el canal TV Sport pasó a llamarse Eurosport France. TF1 compró a Canal+ el total de las acciones de Eurosport en 2001.
En 1996 se lanzó el canal AB Sports, que en 1998 pasó a llamarse Pathé Sport. En 2002, Canal+ compró el canal y le cambió de denominación a llmarse Sport+. Luego lanzó Canal+ Sport en 2003, Foot+ en 2005, Rugby+ en 2007 y Golf+ en 2012. El canal de noticias Infosport se incorporó al grupo Canal+ en 2007.
El grupo Amaury lanzó el canal L'Équipe 21 en 2007. En 2007 se lanzó Ma Chaîne Sport, un grupo de canales deportivos adquirido por Altice en 2014, renombrados a SFR Sport en 2016.
La catarí beIN Sports se instaló en Francia en 2012, adquiriendo derechos de numerosas competiciones, provocando el cierre del canal Sport+.